# Rajd Costa Brava 1972
Rajd Costa Brava 1972 (20. Rally Costa Brava) – 20 edycja rajdu samochodowego Rajd Costa Brava rozgrywanego w Hiszpanii. Rozgrywany był od 12 do 13 lutego 1972 roku. Była to druga runda Rajdowych Mistrzostw Europy w roku 1972 oraz druga runda Rajdowych Mistrzostw Hiszpanii.

## Klasyfikacja rajdu
| Miejsce                      | Kierowca                     | Pilot                        | Samochód                     | Czas                         | Strata                       |                              |
| Klasyfikacja generalna i ERC | Klasyfikacja generalna i ERC | Klasyfikacja generalna i ERC | Klasyfikacja generalna i ERC | Klasyfikacja generalna i ERC | Klasyfikacja generalna i ERC | Klasyfikacja generalna i ERC |
| ---------------------------- | ---------------------------- | ---------------------------- | ---------------------------- | ---------------------------- | ---------------------------- | ---------------------------- |
| 1.                           | Raffaele Pinto               | Gino Macaluso                | Fiat 124 Sport Spider        | 3:21:52                      | 0.0                          |                              |
| 2.                           | Achim Warmbold               | Hans-Christoph Mehmel        | BMW 2002 Ti                  | 3:22:57                      | +1:05                        |                              |
| 3.                           | Manuel Juncosa               | José Maria Monaco            | Seat 1430 / 1600             | 3:42:31                      | +20:39                       |                              |
| 4.                           | Salvador Cañellas Gual       | Federico van der Hoeven      | Seat 1430                    | 3:48:12                      | +26:20                       |                              |
| 5.                           | José Bruixeda                | Francisco Lecina             | Simca 1000 Rallye            | 3:48:29                      | +26:37                       |                              |
| 6.                           | Jorge Bäbler Bebié           | Ernesto Borau                | Seat 1430                    | 3:48:41                      | +26:49                       |                              |
| 7.                           | Johan Wiklund                | Anders Wiklund               | BMW 2002                     | 3:53:41                      | +31:49                       |                              |
| 8.                           | Juliá Javier Brugué          | Jordi Roset                  | Seat 1430                    | 4:03:09                      | +41:17                       |                              |
| 9.                           | Lorenzo Merlone              | Riccardo Mortara             | Volvo 142                    | 4:05:49                      | +43:57                       |                              |
| 10.                          | Alfonso Marcos               | Ramón Vial                   | Alpine-Renault A110 1300     | 4:07:21                      | +45:29                       |                              |